# آلن پیتون
آلن استوارت پِیتون (به انگلیسی: Alan Stewart Paton)‏ (۱۱ ژانویهٔ ۱۹۰۳ – ۱۲ آوریل ۱۹۸۸) نویسندهٔ اهل آفریقای جنوبی بود. او بیشتر برای نخستین رمانش، بنال وطن شناخته می‌شود که موجب توجه جهانی به مشکل تبعیض نژادی و آپارتاید در آفریقای جنوبی شد.
پیتون خود از مخالفان تبعیض نژادی در کشورش بود. او در سال ۱۹۵۳ به پایه‌گذاری حزب لیبرال آفریقای جنوبی یاری رساند و تا پیش از انحلال اجباری آن در سال ۱۹۶۸ رهبری آن حزب را بر عهده داشت. پیتون همچنین به دلیل فعالیت‌های ضد آپارتایدش از ۱۹۶۰ تا ۱۹۷۰ ممنوع‌الخروج بود.